# Leopoldów (Sainte-Croix)
Pour les articles homonymes, voir Leopoldów.
Leopoldów est une localité polonaise de la gmina de Tarłów, située dans le powiat d'Opatów en voïvodie de Sainte-Croix.